# Spirocamallanus monotaxis
Spirocamallanus monotaxis är en rundmaskart som beskrevs av Olsen. Spirocamallanus monotaxis ingår i släktet Spirocamallanus och familjen Camallanidae. Inga underarter finns listade i Catalogue of Life.